# Streltzoviella insularis
Streltzoviella insularis is een vlinder uit de familie van de Houtboorders (Cossidae). De wetenschappelijke naam van de soort is voor het eerst gepubliceerd in 1892 door Otto Staudinger.
De soort komt voor in China, Zuidoost-Siberië, Korea en Japan.